# Rainbow (Marmalade)
Rainbow is een single van Marmalade. Het lied is niet terug te vinden op een regulier album. De EP Reflections of my life uit 1980 bevatte het wel als tweede track op kant 1. Het nummer is geschreven door de twee bandleden William Campbell (toetsen) en Thomas McAleese (zanger). Campbell ging daarbij door het leven als Junior Campbell, McAleese als Dean Ford. Junior Campbell trad tevens op als muziekproducent. Het kon het succes van hun versie van Ob-La-Di, Ob-La-Da niet evenaren.
The ballad of cherry flavar (verbastering van flavor) werd door hetzelfde koppel geschreven.

## Hitnotering
Het plaatje van deze Schotse band stond veertien weken in de Britse single top 50, met als hoogste notering positie 3. In de Amerikaanse Billboard Hot 100 haalde het in acht weken plaats 51.

### Nederlandse Top 40
Het was voordat het de hitparade haalde alarmschijf.
| Positie: | 25 | 16 | 11 | 10 | 14 | 21 | 32 | uit |

### NederlandseDaverende 30
| Positie: | 21 | 15 | 8 | 8 | 19 | 24 | uit |

### BelgischeBRT Top 30
| Positie: | 29 | 29 | uit |

### NPO Radio 2 Top 2000
Rainbow stond alleen in 1999 in de NPO Radio 2 Top 2000, op plek 1875.